# Two-Ocean Navy Act
La Two-Ocean Navy Act (Legge della Marina dei due oceani), anche conosciuta come Vinson-Walsh Act, è stata una legge statunitense proposta da Carl Vinson e David I. Walsh, presidenti delle commissioni per gli affari navali alla Camera e al Senato rispettivamente ed entrata in vigore il 19 luglio 1940. Si è trattato del maggior incremento di bilancio nella storia della Marina statunitense, aumentato del 70%.

## Storia
Modesti programmi di espansione navale erano stati implementati dal Vinson-Trammell Act e dal Naval Act del 1938. A inizio del giugno 1940 il Congresso aveva votato una legge che prevedeva un aumento dell'11% del tonnellaggio navale oltre a un'espansione dell'aviazione di marina. Il 17 giugno, lo stesso giorno nel quale durante la Campagna di Francia Philippe Pétain offrì la resa alle forze della Wehrmacht, il Capo delle operazioni navali statunitensi Harold Stark richiese al Congresso 4 miliardi di dollari per aumentare le dimensioni della Marina Militare del 70%, aggiungendole 257 navi pari a 1 325 000 tonnellate di dislocamento.
Il 18 giugno, dopo meno di un'ora di dibattito, la Camera dei rappresentanti, tramite una votazione conclusasi 316-0, autorizzò lo stanziamento di 8,55 miliardi di dollari per l'espansione, dando la precedenza all'aviazione navale. Vinson disse che l'enfasi sulle portaerei non significava meno impegno verso le navi da battaglia ma che
Entrò in vigore il 19 luglio 1940 dopo essere stata firmata dal Presidente Franklin Delano Roosevelt.

## Utilizzi previsti
La legge autorizzò la costruzione e l'acquisto di:
- 18 portaerei
- 2 corazzate classe Iowa
- 5 corazzate classe Montana
- 6 incrociatori da battaglia classe Alaska
- 27 incrociatori
- 115 cacciatorpediniere
- 43 sommergibili
- 15 000 aeroplani
- La conversione di 100 000 tonnellate di navi ausiliarie
- Navi pattuglia, navi scorta e altre per 50 milioni
- Acquisti di equipaggiamenti e strutture per 150 milioni
- Produzione di materiale per armamenti o munizioni per 65 milioni
- Espansione delle strutture esistenti per 35 milioni

Il programma di espansione era considerato di aver bisogno di cinque o sei anni per essere completato, ma uno studio del New York Times sulle capacità di costruzioni navali statunitensi definì la tempistica "problematica" a meno che pianificati "radicali cambiamenti nel design" non fossero eliminati.